# 2021년 여자 야구 월드컵
2021년 여자 야구 월드컵(IX Women's Baseball World Cup)은 원래 2020년 9월 11일 ~ 9월 20일 멕시코 티후아나에서 열릴 아홉 번째 여자 야구 월드컵 대회였다. 하지만 코로나19로 인해 2020년 11월 12일 ~ 11월 21일로 일정을 변경하였지만 계속되는 코로나19 팬데믹의 여파로 결국 해를 넘겨 2021년 3월 1일 ~ 3월 9일로 연기되었다. 그러나 이 또한 연기결정이 내려지게 되어 대회일정이 불확실한 상황이다.